# IMS (przedsiębiorstwo)
IMS S.A. – spółka akcyjna notowana na warszawskiej Giełdzie Papierów Wartościowych. Jej główny obszar działalności to marketing sensoryczny.
IMS specjalizuje się w aromamarketingu, audiomerketingu, videomarketingu, digital signage, a także organizacji eventów. W swoim portfolio spółka ma m.in. bardzo duże, niestandardowe konstrukcje ekranów LED.
Firma podzielona jest na działy zajmujące się różnym zakresem usług:
- IMS sensory – usługi: audiomarketing, aromamarketing, digital signage
- IMS media – usługi z zakresu: digital signage, instore oraz videomarketing[2]
- IMS r&d – usługi z zakresu innowacji, technologii oraz serwisu technicznego dla marketingu sensorycznego: audiomarketingu, aromamarketingu, digital signage oraz reklamy instore[2].
- IMS events – organizacja imprez i wydarzeń[2].

## Historia
4 sierpnia 2000 roku powstała firma Internet Media Services Sp. z o.o., którą założyli: Michał Kornacki, Dariusz Lichacz, Artur Grzegorz Czeszejko-Sochacki oraz Piotr Pęczak. W 2001 r. IMS wprowadziła nową usługę – reklamę dźwiękową w punkcie sprzedaży – POS. Firma wyprodukowała serwer muzyczny z autorskim oprogramowaniem do zdalnego zarządzania urządzeniem. W 2005 r. firma we współpracy z Domem Badawczym Maison opracowała badania dotyczące skuteczności reklamy dźwiękowej w miejscu sprzedaży. W 2006 r. została powołana do życia spółka Tech Cave Sp. z o.o., w której firma IMS posiada 63% udziałów, zajmująca się m.in. instalacją urządzeń elektroakustycznych. IMS poszerzył zakres świadczonych usług o videomarketing i aromamarketing. W tym roku firma rozpoczęła ekspansję zagraniczną.  W 2007 r. IMS objął 70% udziałów w nowo powołanej spółce Videotronic Media Solutions Sp. z o.o. zajmującej się świadczeniem usług videomarketingu w UE.
W kwietniu 2007 r. IMS został przekształcony w spółkę akcyjną. W 2009 r. spółka przejęła kontrolę nad Innovative Media Solutions GmbH, a także majątek firmy MALL TC Sp. z o.o. Pośrednio przejęła również kontrolę nad spółką Videotronic Espana Multimedia SA. W 2010 r. Bank Gospodarstwa Krajowego przyznał IMS S.A. dofinansowanie o wartości 1,4 mln zł na realizację projektu „Wdrożenie najnowocześniejszego Systemu Videomarketingu Digital Signage Premium w wiodących galeriach”. W tym roku również amerykańska firma świadcząca usługi w zakresie aromamarketingu – Scent Air Technologies – uznała firmę IMS za najbardziej dynamiczną i najszybciej rozwijającą się spółkę na świecie, spośród grona współpracujących z nią firm. Wśród klientów IMS S.A. znalazła się pierwsza galeria handlowa – Cuprum w Lubinie. Pod koniec roku IMS świadczył usługi na rzecz 15 galerii w kraju, a łączna liczba obsługiwanych obiektów wynosiła 4132. 
W styczniu 2012 r. odbyło się pierwsze notowanie spółki na rynku New Connect. W kwietniu IMS S.A. sprzedała 100% udziałów w Innovative Media Solutions GmbH. 15 czerwca 2015 r. nastąpiła zmiana nazwy Internet Media Services S.A. na IMS S.A..  W 2016 roku spółka została również właścicielem 86,4% udziałów firmy Mood Factory.

## Liczba lokalizacji abonamentowych
Wzrost liczby lokalizacji abonamentowych od początku istnienia firmy:
- 2000 r.  – 1 lokalizacja
- 2001 r. – 21 lokalizacji
- 2002 r. – 74 lokalizacji
- 2003 r. – 142 lokalizacji
- 2004 r. – 431 lokalizacji
- 2005 r. – 848 lokalizacji
- 2006 r. – 1384 lokalizacji
- 2007 r. – 2110 lokalizacji
- 2008 r. – 2870 lokalizacji
- 2009 r. – 3268 lokalizacji
- 2010 r. – 4132 lokalizacji
- 2011 r. – 5061 lokalizacji
- 2012 r. – 6051 lokalizacji
- 2013 r. – 7584 lokalizacji
- 2014 r. – 8745 lokalizacji
- 2015 r. – 10517 lokalizacji
- 2016 r. – 12417 lokalizacji
- 2017 r. – 12979 lokalizacji

## Nagrody i wyróżnienia
Nagrody i wyróżnienia przyznane spółce IMS to m.in.:
- 2007- Gazele Biznesu 2007
- 2011 – Spółka zajęła pierwsze miejsce w konkursie Polish Digital Signage Association Awards 2011 w kategorii Najlepszy Kontent Digital Signage[6]
- 2013 – Spółka otrzymała od Zarządu Fundacji Małych i Średnich Przedsiębiorstw tytuł Lidera Przedsiębiorczości Roku 2013
- 2013 – Nagroda za Najlepsze Sprawozdanie Finansowe na NewConnect
- 2014 – IMS zdobył nagrodę główną w konkursie The Best Annual Report 2013 dla spółek rynku New Connect w kategorii „najlepsze sprawozdanie finansowe”[7]
- 2014 – Gepard Biznesu 2014
- 2014 – Nagroda specjalna dla Michała Kornackiego w konkursie EY Przedsiębiorca Roku 2014[8]
- 2015 – Najlepszy debiut w kategorii Raport Roczny w Internecie 2015[9]
- 2015 – Nagroda w Konkursie PDSA Awards w kategoriach: Wzorcowa Instalacja Digital Signage oraz Najlepszy Kontent Digital Signage[6]
- 2015 – Spółka otrzymała tytuł Lidera Przedsiębiorczości Roku 2015 od Zarządu Fundacji Małych i Średnich Przedsiębiorstw[4]
- 2015 – Nominacja do Nagrody Kreatura 2015
- 2016 – Spółka została wyróżniona za raport online w konkursie „The Best Annual Report 2016”[9]
- 2017 – IMS S.A. został uznany jedną z 4 najlepszych spółek notowanych na GPW pod względem najwyższych standardów komunikacji z inwestorami. Otrzymała również wyróżnienie Stowarzyszenia Inwestorów Indywidualnych[9].
- 2017 – Firma zdobyła dwie nagrody główne w konkursie Polish Digital Signage Association Awards 2017 w 2 kategoriach: Najlepsza Kampania Digital-Out of home oraz Najlepszy Content Digital Signage[4].
- 2018 – Wyróżnienie za najwyższy poziom relacji inwestorskich przyznane przez Stowarzyszenie Inwestorów Indywidualnych[10]